# Frédéric Kyburz
Frédéric Kyburz (ur. 10 sierpnia 1943, zm. 1 sierpnia 2018) – szwajcarski judoka. Olimpijczyk z Monachium 1972, gdzie zajął dziewiąte miejsce w wadze półciężkiej.
Uczestnik mistrzostw świata w 1969, 1971 i 1973 roku. Uczestnik turniejów międzynarodowych.

## Letnie Igrzyska Olimpijskie 1972
| Konkurencja | Eliminacje              | Repasaże                 | Klas. końcowa |
| Konkurencja | Przeciwnik I            | Przeciwnik I             | Miejsce       |
| ----------- | ----------------------- | ------------------------ | ------------- |
| 93 kg       | David Starbrook (GBR) P | Pierre Albertini (FRA) P | 9.            |